# نيكولاس دو أنجليس
نيكولاس دو أنجليس (Nicolas de Angelis) هو موسيقي فرنسي يعزف على آلة القيثار. ولد في سان كلودغرب الضاحية الباريسية.
بدأ تعلم العزف على القيثار في سن العاشرة من عمره على يد معلم من أكاديمية باريس، الذي ألهمه في بدايته حبه لهذه الآلة. (يقول نيكولاس: من خلال التدريب الصعب الذي تلقيته من طرف معلمي أصبحت أعجز عن عزف المقاطع السهلة). عندما بلغ سن السادسة عشر من عمره انضم إلى مجموعة صغيرة من الموسيقيين الفرنسيين ذوي المواهب من بينهم ميشال بيرغر. وفي سن الثامنة عشر رافق كعازف العديد من نجوم البوب مثل جوليان كليرك، سيلفي فارتان، وفابيين ذيباولت وسرعان ما أصبح واحدا من أكثر الموسيقيين إقبالا على مقاطعه.
في نهاية عام 1981 سجل نيكولاس مقطوعته الأولى تحت عنوان «أغنية لآنا» هذا الألبوم الذي حقق مبيعات هائلة في أسابيع قليلة. يُعرف نيكولاس باسم «البطل الفرنسي الرومانسي» في عزف القيثار. بعد هذا الألبوم صدر له ألبومات أخرى مثل «حب ياحبي»، «الإسباني»، «سفر»، «قوا»، «الحفل الكبير»، «الحب بملئ القلب»، وآخرهم «كل القيثارة».
قام نيكولاس بالعديد من الحفلات حول العالم، في أوروبا، واليابان، جنوب أفريقيا، جنوب أمريكا. يعيش هذا الموسيقي مع زوجته إيفلين وبناته الاثنتين في ضواحي باريس، أين يقضي الكثير من أوقاته في الاستوديو الخاص به.

## عناوين لبعض من ألبوماته
- 1981 أغنية لآنا. (Quelques notes pour Anna)
- 1985 الحفل الكبير. (Grand Concert)
- 1985 غيتار غيتار. (Guitar Guitar)
- 1985 كل الغيتارات تغير. (Jalouse Toute la guitar)
- 1985 الرنات. (Les Sonates)
- 1986 الحب بملئ القلب. (L'amour à plein coeur)
- 1986 موعد رومانسي. (Romantic Rendez-vous)
- 1987 شمس. (Soleil)
- 1996 Love follow us
- 1997 Love follow us 2
- 1998 أصدقاء فرنسا (Friends France)
- 1998 روائع الغيتارة. (Le Meilleur de la guitare)

## وصلات خارجية
- نيكولاس دو أنجليس على موقع IMDb (الإنجليزية)
- نيكولاس دو أنجليس على موقع ميوزك برينز (الإنجليزية)
- نيكولاس دو أنجليس على موقع ديسكوغز (الإنجليزية)
- معزوفة أغنية لآنا من موقع يوتيوب